# Владимирский вестник
«Владимирский вестник» — православно-монархический журнал, ежемесячное издание Общества Святого Князя Владимира в Сан-Паулу. Издавался на русском языке с 1948 по 1968 год.

## Издание
Основан в 1948 году эмигрантом из России Владимиром Даниловичем Мержеевским с благословения Епископа Сан-Паульского и Бразильского Феодосия. Издателем журнала являлось «Общество Святого Князя Владимира». Печатался в Епархиальной типографии в Сан-Пауло по русской дореформенной орфографии.
Главным редактором журнала на протяжении всех 20 лет издания оставался В. Д. Мержеевский, принявший решение о прекращении издания и закрытии «Общества Св. Кн. Владимира» в 1968 году, предположительно из-за преклонного возраста.
Каждый номер журнала представлял из себя тонкую книжку в 40 страниц текста с иллюстрированной черно-белой обложкой. За 20 лет существования было выпущено около 150 номеров журнала. Вероятно, в какие-то периоды за год выходило не 12 выпусков, а меньше.

## Характер публикаций
Содержание номеров журнала составляли публицистические статьи, написанные с ультраправых и православно-монархических позиций, посвященные современному положению русской эмиграции, революции 1917 года и Гражданской войны в России, памятным датам Дома Романовых, истории императорской России, текущим событиям в РПЦЗ и православным праздникам. На страницах журнала печатались поминальные объявления о смерти русских эмигрантов, а также объявления о выпущенных русских книгах и журналах. Кроме того, публиковались воспоминания близких по духу лиц, в частности, в нескольких номерах печаталась книга одного из основоположников и лидеров русского фашизма А. А. Вонсяцкого «Сухая гильотина: американская юстиция во времена Рузвельта».
Некоторые публикации могут быть расценены как конспирологические, в них упоминается о темных силах, масонах, мировой закулисе, виновных, по мнению авторов, в постигших Россию бедах и мешающих возрождению в ней православного царства.
Авторы и редакция журнала ратовали за полное восстановление абсолютной монархии, а идеалом считали Святую Русь, представляя её как религиозно-мистическое единение православного монарха с православным русским народом.
К советской власти и большевизму редакция журнала, как и многие другие издания русской эмиграции, занимала враждебную позицию, считая СССР абсолютным злом и антироссией. Однако были и отличия: в журнале редко встречались материалы, направленные непосредственно против СССР. Главными врагами своих идеалов редакция считала умеренно-монархическую, либеральную и непредрешенческую части русской эмиграции, в том числе РОВС, Внутреннюю линию, а также лидеров и руководителей Белого движения генералов М. В. Алексеева, Л. Г. Корнилова, А. И. Деникина, А. А.фон Лампе, А. П. Архангельского, П. Н. Шатилова и иных, коих журнал обвинял в «феврализме», заговоре против государя, измене присяге, предательстве, приведших к Февральской революции 1917 года и последующей гибели России, монархии, царской семьи, а также в пособничестве органам ОГПУ в эмигрантский период. Такие публикации вызывали критику у участников и свидетелей событий революции, Гражданской войны, Белого движения, не разделявших подобные взгляды. В результате журнал вел интенсивную полемику с другими русскими эмигрантскими периодическими изданиями, такими как газеты Новое русское слово, Русская мысль, журнал Часовой и др.
Среди авторов журнала, помимо главного редактора В. Д. Мержеевского и упомянутого выше А. А. Вонсяцкого, можно отметить известного масоноведа Н. Ф. Степанова (Свиткова), писателя и публициста Бориса Башилова, публициста П. Н. Шабельского-Борка, госдеятеля Нацистской Германии С. В. Таборицкого, писателя Ю. А. Слёзкина.

## Книгоиздательство Общества святого князя Владимира в Сан-Паулу
В первой половине 1950-х годов «Общество святого князя Владимира» организовывает книгоиздательство, в котором печатались книги, созвучные общему направлению журнала «Владимирский вестник». Книгоиздательство просуществовало столько же, сколько и журнал, и было закрыто в 1968 году.